# Peter Mathæussen
Peter Abraham Adam Mathæussen (* 5. März 1892 in Narsaq bei Nuuk; † 6. April 1949 in Saqqaq) war ein grönländischer Katechet und Landesrat.

## Leben
Peter Mathæussen war der Sohn von Vittus Manasse Mikias Andreas Ephraim Matthæussen und seiner Frau Juditha Regina Dorkas. Er besuchte von 1906 bis 1912 Grønlands Seminarium. Als Katechet wurde er anschließend in Qoornoq eingesetzt. Nach vier Jahren wechselte er nach Ilulissat und dann nach Saqqaq. Später war er zehn Jahre lang Katechet in Ostgrönland in Kulusuk, bevor er nach Saqqaq zurückkehrte. 1945 wurde er für fünf Jahre in Grønlands Landsråd gewählt. Am 6. April 1949 starb er gemeinsam mit seinem Schwiegersohn Otto Jensen und dem Katecheten Isak Steenholdt an einer durch verdorbenes Seehundfleisch verursachten Vergiftung. Er war der Vater des Kajakfahrers Manasse Mathæussen (1915–1989) sowie der Onkel des Landesrats Nathan Jakobsen (1917–?).